# 长尾夜鹰
长尾夜鹰（学名：Caprimulgus macrurus）为夜鹰科夜鹰属的鸟类。该物种的模式产地在爪哇。

## 亚种
- 长尾夜鹰云南亚种（学名：Caprimulgus macrurus ambiguus）。在中国大陆，分布于云南等地。该物种的模式产地在缅甸。[3]
- 长尾夜鹰海南亚种（学名：Caprimulgus macrurus hainanus）。在中国大陆，分布于海南等地。该物种的模式产地在海南。[4]